# Aythami Artiles Oliva
Aythami Artiles Oliva (Arguineguín, 2 d'abril de 1986) és un exfutbolista canari, que ocupava la posició de defensa. Va ser internacional amb la selecció sub-19 d'Espanya.
Format al planter de la UD Las Palmas, debuta amb els gran canaris a la Segona Divisió la temporada 06/07, en la qual és titular. L'estiu del 2007 fitxa pel Deportivo de La Coruña, on només apareix en un encontre.
Serà cedit al Xerez CD, on ha complert dues campanyes, a la segona, sent titular i part important de l'històric ascens dels andalusos a la primera divisió.